# Memoria viva de la transición
 (mai 2017).
Memoria viva de la transición est un livre de mémoires écrit par Leopoldo Calvo-Sotelo et publié pour la première fois en 1990. C'est à ce jour[Quand ?], le seul livre de mémoires politiques écrit par un président du Gouvernement de la transition espagnole.

## Description
Il s'agit de la première des œuvres publiées par Leopoldo Calvo-Sotelo. Elle sera suivie de Papeles de un cesante, Pláticas de familia (2003) et Sobre la transición exterior  (2005).
« L'ensemble des écrits et des œuvres de Leopoldo Calvo-Sotelo est intéressant, à la fois pour l'histoire et la littérature. Ses pages dégagent précision et rigueur intellectuelle, entourées d'une fine ironie. Elles révèlent le concept personnel, des différentes problématiques qui ont entouré son étape présidentielle ».
Memoria viva de la transición voit le jour en juin 1990, publiée à Barcelone par Plaza & Janés / Cambio. C'est une œuvre dédicacée par l'auteur à sa femme, Pilar Ibáñez-Martín Mellado, ainsi qu'à ses plus proches collaborateurs de la Moncloa : Luis Sánchez Merlo, Ignacio Aguirre, Matías Rodríguez Inciarte et Eugenio Galdón.
Même si le goût pour l'écriture a accompagné Leopoldo Calvo-Sotelo depuis ses années scolaires, celui-ci est son premier livre. C'est peut-être pour cela qu'il faut comprendre le prologue comme un hommage tacite à son père. En effet, le titre « Lecteur, ne proteste pas après », reprend l'entête utilisée par Leopoldo Calvo Sotelo père, dans le prologue de son roman Ribanova. Les premiers mots de ce prologue de 1928 – « Ribanova n'est pas un roman » - inspirent ceux de 1990 : « Ceci, même si la couverture suggère le contraire, n'est pas un livre de mémoires » . Et les deux prologues reprennent la phrase qui les achève : « Lecteur, ne proteste pas après... »
Ces mémoires, publiés huit ans après avoir quitté le Palais de la Moncloa, sont, d'après l'universitaire Bernabé Sarabia, « une analyse incisive des années qui commencent lorsqu'il est nommé ministre du Commerce en 1975, sous le premier Gouvernement de la Monarchie, et finissent avec le contrecoup de la terrible défaite de l'UCD essuyée, en 1982, par Calvo-Sotelo, en tant que président du Gouvernement, contre le PSOE ».
Leopoldo Calvo-Sotelo décrit lui-même ainsi les affaires traitées : « la préhistoire de la transition, la démission de Suárez, la proposition du successeur, l'investiture et le Gouvernement de 1981, ce qui s'est passé après le 23 F, grandeur et déchéance de l'UCD, la mal nommée majorité naturelle, la question ses autonomies, la polémique avec l’OTAN, les négociations avec le Marché Commun, les chefs d'entreprise et la politique économique». Quatre paragraphes insolites, intitulés de façon humoristique : « Le complexe de la Moncloa » ; « Les Conseils des ministres » ; « Émoluments des transfuges » et « Je m'accuse ». De nombreuses notes, des annexes qui recueillent des débats parlementaires des Cortes, quelques dessins et caricatures, et un index des noms propres, clôturent le livre.
Les sources qu'il utilise sont, comme il l'indique dans le prologue, « les carnets qui servaient d'outils de travail à l'auteur dans les ministères ou à La Moncloa », les lettres et ordres du jour du Conseil des ministres « abondamment annotées ».  Mais il a également fait des recherches, dans les fonds de la bibliothèque du Congreso de los Diputados.
Camilo José Cela présente le livre à Madrid, le 31 mai 1990. D'après le Prix Nobel de littérature, « Memoria viva de la transición est, pour moi, l'un des livres de mémoires politiques les plus intelligents, subtils et pleins d'humour, de ce siècle, parmi ceux écrits en Espagne ». 
Le professeur Pablo Pérez Lopez lui a consacré un long article sous le titre « Le lecteur qui présida le Gouvernement », duquel est extrait ce passage : « L'image que laisse la Memoria viva est une haute idée de la politique, c'est pourquoi elle est l'ennemie de la politique méprisable des faux-fuyants. Elle révèle un homme qui aspirait à changer son temps, pour mener l'Espagne là où il pensait qu'elle devait être, et non pas là où elle se trouvait ».
Cette œuvre, outre les 286 pages de texte, contient 32 autres pages qui recueillent 68 photos sur lesquelles apparait Leopoldo Calvo-Sotelo avec divers dirigeants espagnols (le roi Juan Carlos, Juan de Bourbon, Landelino Lavilla, Adolfo Suárez, Felipe González, Santiago Carrillo, Josep Tarradellas ou Jordi Pujol, parmi d'autres) et étrangers (Helmut Schmidt, François Mitterrand, Ronald Reagan, Margaret Thatcher, Roy Jenkins, Jean Paul II, Harold Wilson, le roi Baudouin ou Gaston Thorn, parmi d'autres).
Memoria viva de la transición a connu six éditions  et s'est maintenu parmi les dix livres les plus vendus, hors fiction, pendant 25 semaines, tout au long du dernier trimestre de 1990.